# Scutigerellidae
La famiglia scutigerellidae è composta da circa 100 specie di sinfili lunghi da 3 a 8 mm. Si tratta di miriapodi corti e tozzi, con tergiti robusti. Hanno un colorazione tipicamente grigia, paglierina o bianca. Gli scutigerellidi sono molto flessibili e in grado di correre molto rapidamente, insinuandosi nei minuti interstizi per sfuggire ai predatori.

## Ciclo biologico
Le femmine utilizzano l'apparato boccale per raccogliere gli spermatofori peduncolati deposti al suolo dai maschi, conservando lo sperma in speciali tasche boccali. Le femmine impiegano l'apparato boccale anche per rimuovere le uova dall'apertura genitale, cospargerle del liquido seminale e incollarle a una pianta o sistemarle in una fessura nel suolo.
Possono deporre un gruppo di circa 30 uova per volta. Quando schiudono, i neonati possiedono sei paia di zampe. I segmenti corporei e le paia di zampe aumentano con ogni muta. Alcune specie di scutigerellidi possono vivere tre o quattro anni.

## Distribuzione
Cosmopoliti. In vari ambienti, nel suolo e lettiera.
Molte specie si nutrono di radici e possono causare danni a semenziali e coltivazioni di tuberose.